# USS Fulton (1837)
Pour les autres navires du même nom, voir USS Fulton.
L'USS Fulton est un bateau à roues à aubes à vapeur lancé en 1837 par l'US Navy. Retiré du service en 1842, il est remis en état peu avant la guerre de Sécession. Capturé par les Confédérés dans le port de Pensacola au début du conflit, il est détruit en 1862 pour éviter sa recapture lors de la reconquête de la ville par les forces de l'Union.

## Histoire
Sorti du New York Navy Yard en 1837, le Fulton est mis en service la même année. Il passe les années suivantes dans l'Atlantique Nord, servant de navire ravitailleur, de navire de recherche et de navire école d'artillerie. Le 23 novembre 1838, il bat le vapeur britannique Great Western dans une course de vitesse au large de New York. Retiré du service le 23 novembre 1842, il est rénové en 1851 et ses machines sont remplacées.
Remis en service le 25 janvier 1852, il intègre le Home Squadron et part de New York pour les Caraïbes le 22 février. Durant les six années suivantes, Le Fulton patrouille entre les Caraïbes et le golfe du Saint-Laurent, transportant des officiels du gouvernement et protégeant les navires marchands des pirates. De janvier à mai 1855, il participe à la recherche infructueuse du USS Albany (en). En 1857, il fait partie du corps expéditionnaire envoyé pour arrêter les activités de flibuste de William Walker au Nicaragua. L'année suivante, le capitaine du Fulton obtient la libération de cinq navires marchands américains retenus en otages par des forces révolutionnaires mexicaines à Tampico.
D'octobre 1858 à mai 1859, le Fulton fait route vers le Paraguay, accompagnant les opérations de négociation menées par le commodore William Shubrick (en) afin d'améliorer les relations entre le Paraguay et les États-Unis. Il passe ensuite 2 mois sans commandement à Norfolk, avant d'aller croiser au large de Cuba pour enrayer la traite des Noirs, à partir de juillet. Mi-octobre, il retourne à Pensacola et y reste à quai jusqu'à la Guerre de Sécession. Lorsque la ville est capturée par les Confédérés, ceux-ci considèrent la possibilité de mettre en service le Fulton dans le Confederate States Navy, mais la reprise de la ville par l'Union les force à le détruire.

## Source
- (en)  Cet article contient du texte publié par le Dictionary of American Naval Fighting Ships dont le contenu se trouve dans le domaine public. La référence peut être lue ici.